# Panelus tonkinensis
Panelus tonkinensis är en skalbaggsart som beskrevs av Renaud Maurice Adrien Paulian 1939. Panelus tonkinensis ingår i släktet Panelus och familjen bladhorningar. Inga underarter finns listade i Catalogue of Life.